# Curiaal
Een curiaal (minder goed is curialist) is een persoon, meestal een geestelijke, die aan de Romeinse Curie verblijft en werkt in de pauselijke administratie. Het kan gaan om een kardinaal, maar evengoed om een eenvoudige secretaris.

## Nederlanden
Naar de curialen is veel historisch onderzoek gedaan, zeker voor de 15e en 16e eeuw, omdat toen veel van hen uit de Nederlanden afkomstig waren. De Vlaamse curialen organiseerden zich rond het St. Juliaan gasthuis te Rome. De Brabantse, Limburgse en Hollandse curialen organiseerden zich rond het gasthuis van Santa Maria dell'Anima.
Van een aantal uit de Nederlanden afkomstige curie-medewerkers is meer bekend:
- Anselmus Fabri de Breda. Hij werkte te Rome in verschillende functies tussen 1402 en 1449. Hij was scriptor, abbreviator, referendarius, protonotarius en corrector.
- Willem van Enckevoirt. Hij werkte te Rome tussen 1506 en 1534 in verschillende functies. Paus Adrianus VI nam hem als naaste adviseur in dienst en promoveerde hem tot kardinaal. Aan het eind van leven stichtte hij een gasthuis (het Apostelhuis) te Mierlo.

De Hollandse en Brabantse curialen werkten nauw samen met hun collega's uit het Rijnland. Een goede inleidende studie is daarom: Christiane Schuchard, Die Deutschen an der päpstliche Kurie in späten Mittelalter (1378-1447), Tübingen 1987.

## Duitsland
Toonaangevende curialen afkomstig uit het huidige Duitse grondgebied waren:
- Dietrich von Nieheim. Hij werkte tussen 1370 en 1418 aan de curie. Hij verhuisde van Avignon naar Rome. Voor de instructie van al de nieuwe medewerkers schreef hij een handboek waarin alle curieprocedures beschreven werden: Liber cancellariae apostolicae.
- Herman Dwerg. Hij werkte tussen 1410 en 1430 aan de curie, op het laatst als referendarius. Hij stond bekend als de rijkste man van Rome en bezat vele beneficies. Hij was onder andere proost van het kapittel van Deventer.
- Nikolaus von Kues of Cusanus. Hij werkte tussen 1437 en 1464 aan de curie als kardinaal. Hij maakte vele reizen door de Nederlanden en Duitsland om te preken en kloosterhervormingen door te voeren. Als wetenschapper schreef hij vele boeken, die na zijn overlijden overgingen naar het door hem gestichte gasthuis te Kues, het Cusanusstift. Cusanus liet zich kritisch uit over de gang van zaken in de Curie met betrekking tot de hervormingen.